# Peter Marichael
Peter Marichael (Gent, 2 april 1956) is een Vlaams acteur. Als theateracteur speelde hij in tientallen producties bij onder meer NTGent en Arca. Daarnaast had hij ook enkele rollen in televisieseries.
Marichael was gedurende vijftien jaar vast verbonden als acteur aan het theatergezelschap NTGent. Hij speelde in producties als onder meer (selectie) Priester Daens (1979), Midzomernachtsdroom, Dantons Dood (1983), Ubu koning, Peter Pan of Suiker. Sinds 1995 is Peter Marichael actief als freelance acteur. Hij speelde in Hysteria, Rijksdag en The fall of the house of Usher van het gezelschap Arca.

## Filmografie
- Familie (2015) - Leerkracht Goossens
- Vriendinnen (2014) – Carl Verstegen
- Thuis (2007 en 2014) – Dokter Biesemans in september 2007 en Cardioloog in 2014.
- Rang 1 (2011)
- De Kotmadam (1998-2011) – Alcoholist / Makelaar / Belastingcontroleur Godfried
- Jes (2009) – Dokter
- Zone Stad (2007) – Buurman van allochtoon gezin
- Flikken (1999-2007) – Gerechtsdeurwaarder / Schepen Calpaert
- Badoir (2005) – Ludwig
- Spoed (2004-2005) – Regisseur / Man met te strak aangespannen das
- Recht op Recht (1999-2000) – Meester Renard / Advocaat 2
- Deman (1998) – Jef Maselis
- Editie (1995) – Jan Franssen
- Ons geluk (1995) – Makelaar
- Daar is een mens verdronken (1983)